# Blue Springs (Misisipi)
Blue Springs es una villa del Condado de Union, Misisipi, Estados Unidos. Según el censo de 2000 tenía una población de 144 habitantes y una densidad de población de 54.0 hab/km². Situado cerca de Tupelo en el noreste de Misisipi, el pueblo es el sitio de Toyota en América del Norte, la octava planta de ensamblaje de vehículos, prevista para la producción de la compañía de vehículos Prius a partir de 2010.

## Demografía
Según el censo de 2000, había 144 personas, 53 hogares y 34 familias residiendo en la localidad. La densidad de población era de 54,0 hab./km². Había 56 viviendas con una densidad media de 21,0 viviendas/km². El 93,06% de los habitantes eran blancos, el 6,25% afroamericanos, el 0,69% amerindios y el 0,00% pertenecía a dos o más razas. El 2,08% de la población eran hispanos o latinos de cualquier raza.
Según el censo, de los 53 hogares en el 32,1% había menores de 18 años, el 54,7% pertenecía a parejas casadas, el 11,3% tenía a una mujer como cabeza de familia y el 34,0% no eran familias. El 30,2% de los hogares estaba compuesto por un único individuo y el 9,4% pertenecía a alguien mayor de 65 años viviendo solo. El tamaño promedio de los hogares era de 2,72 personas y el de las familias de 3,46.
La población estaba distribuida en un 21,5% de habitantes menores de 18 años, un 10,4% entre 18 y 24 años, un 34,7% de 25 a 44, un 20,1% de 45 a 64 y un 13,2% de 65 años o mayores. La media de edad era 38 años. Por cada 100 mujeres había 89,5 hombres. Por cada 100 mujeres de 18 años o más, había 94,8 hombres.
Los ingresos medios por hogar en la localidad eran de 41.250 dólares ($) y los ingresos medios por familia eran 52.188 $. Los hombres tenían unos ingresos medios de 30.938 $ frente a los 26.000 $ para las mujeres. La renta per cápita para la ciudad era de 16.257 $. El 4,0% de la población y el 0,0% de las familias estaban por debajo del umbral de pobreza. El 33,3% de los habitantes de 65 años o más vivían por debajo del umbral de pobreza.

## Geografía
Según la Oficina del Censo de los Estados Unidos, la localidad tiene un área total de 2,7 km², todos ellos correspondientes a tierra firme.